# Trenton (Nueva Escocia)
Trenton es un pueblo canadiense situado en la provincia de Nueva Escocia.

## Superficie
Trenton tiene una superficie de 6,07 km².

## Demografía
En 2021, tenía 2407 habitantes, una densidad poblacional de 396,7 hab./km², y 1167 viviendas.